# たかだすみれ
たかだ すみれ（1992年11月8日 - ）は、愛知県名古屋市出身のシンガーソングライター。旧本名は高田すみれ。身長164cm。

## 活動ジャンル
- ピアノ弾き語り
- アコースティック

### 来歴・人物
- 愛知県名古屋市名東区出身
- 名古屋市立梅森坂小学校卒業
- 名古屋市立牧の池中学校入学
- 国分寺市立第一中学校卒業
- 東京都立小金井北高等学校卒業
- 大学受験に合格していたものの、音楽の道に進むことを決意、ESPミュージカルアカデミーに進学
- ESPミュージカルアカデミー在学中に家庭の経済環境悪化により中退。
- 国分寺駅北口つけ麺「紅葉」のバイトでなんとか食いつなぎながら最小限の機材を買い揃え音楽活動を模索。
- 2013年4月、ヴォーカルスクールVMMSの決勝大会オーディションにて準グランプリ
- 2014年2月　下北沢SeedShip にて椛島恵美と出会いrapport を知る。

- 2014年5月、rapportに参加、T-1プロデュース開始。
- 環境が一変、翌月よりプロのシンガーソングライターとして各地を飛び回る。
- 2014年7月カラオケ JOYSOUND にて「最後の言葉」配信決定
- 2014年10月 かわさき市民放送にて「ラポール高校体育会軽音楽部」レギュラー出演
- 2014年11月9日 大倉山記念館にて自身初のワンマンライブを Sold out させる
- 2016年2月　音楽活動休止を発表、rapportを脱退
- 2016年12月5日　井荻チャイナスクエアにて復帰ライブを行う。同日、アルバム『わたしのものがたり』先行発売。
- 2017年7月17日　横浜伊勢佐木町CROSS STREETでのライブにて結婚と妊娠を発表。

## 主な活動

### これまでの主なライブ
- 新宿 Ruido K4（毎月）
- 大阪 D' Style（毎月）
- 名古屋 ハートランドスタジオ（毎月）
- 福山 5￠（毎月）
- 福井 AOSSA（毎月）
- 福井 Telepathy（毎月）
- 伊東 ホテルニュー岡部（毎月）
- 土肥 土肥マリンホテル（毎月）
- 藤枝音楽祭（春・秋）
- 三島Via701（毎月）
- 札幌 8JO（隔月）
- 小樽 ヴェール・ボア（隔月）
- 仙台 Nota Blanca（毎月）
- 小作 Puopose
- 川崎 ラゾーナ川崎

- 大倉山記念館
- 鶴見サルビアホール
- 田沢湖 ハイランドホテル山荘（毎季）
- 田沢湖スキー場（毎季）
- 下北沢 Seed Ship
- 東新宿 真昼の月夜の太陽
- 北参道 ストロボカフェ
- 神田 つちのと
- 藤枝 ひとことカフェ
- 名古屋 ジュリエット
- 高山 Pickin'
- 四日市 焼き鳥酒場 団
- 四日市 EAST
- 横浜 3丁目カフェ
- 井荻 チャイナスクエア
- 横浜 CROSS STREET

### ラジオ
- かわさき市民放送『ラポール高校体育会軽音楽部』（放送終了）

## ディスコグラフィー
- だけどあいらびゅ
- 蝉時雨
- Far Away
- 最後の言葉
- サンダル
- みかんせいアンセム
- いっしょにうたおう
- がんばらないで
- 生きたい
- スタートライン
- かのん
- メリーゴーランド
- iHateU
- わたしのからだのうた
- 笑顔の居場所
- ぼくはながれぼし
- 幸せなんて願えない
- あなたのように
- 酒の唄

### アルバム
- 『わたしのものがたり』（2016年12月5日先行発売、2017年1月6日全国発売）
- 『おやじアンセム』（2017年1月20日全国発売）